# Borgonha (cor)
Borgonha é um tom de vermelho com uma pequena porção de púrpura associado ao vinho da Borgonha do qual recebe o nome, o qual por sua vez, deriva da região francesa da Borgonha. A cor borgonha é similar a outros tons de vermelho escuro como bordô. Também pode ser chamada de vermelho vinho ou simplesmente vinho. Esta cor é popularmente utilizada em moda, tanto masculina como feminina, em mobília e em vestuário de linho. É também a cor dos passaportes da União Europeia.